# Sains (Ille i Vilaine)
Sains (en bretó Sent) és un municipi francès, situat a la regió de Bretanya, al departament d'Ille i Vilaine. L'any 2006 tenia 482 habitants.

## Demografia
| 1962                                       | 1968 | 1975 | 1982 | 1990 | 1999 |
| ------------------------------------------ | ---- | ---- | ---- | ---- | ---- |
| 543                                        | 569  | 628  | 667  | 569  | 504  |
| Des de 1962: població sense dobles comptes |      |      |      |      |      |

## Administració
| Període | Identitat                  | Partit |
| ------- | -------------------------- | ------ |
| -2001   | Isabelle Pelé              |        |
| 2001-   | Marie-Christine Lefrançois | PRG    |